# EMEA
EMEA (eng. Europe, the Middle East and Africa) zemljopisno je označavanje koje se rabi uglavnom u komercijalne svrhe, a odnosi se na Europu, Bliski istok i Afriku. Izraz prvenstveno rabe sjevernoameričke tvrtke na području burzi, ekonomije, istraživanja tržišta i godišnjih izvješća multinacionalnih korporacija.

## Regionalna podjela
- Europa, Bliski istok i Afrika (EMEA)
- Latinska Amerika (LATAM)
- Sjeverna Amerika (NORAM)
- Asia Pacific (APAC)